# 양산 증산리 왜성
양산 증산리 왜성(勿禁 甑山里 倭城)은 대한민국 경상남도 양산시 물금읍 증산리에 있는 정유재란 때 일본군이 쌓은 일본식 성곽(왜성)이다. 1963년 1월 21일 대한민국의 사적 제63호 물금증산성으로 지정되었으나, 일제지정문화재 재평가 관련, 등급조정키로 함에 따라 사적 해제 후 지방지정문화재로 지정권고되어 1997년 1월 1일자로 사적 지정이 해제되고, 1998년 11월 13일 경상남도의 문화재자료 제276호 물금증산리왜성으로 지정되었다가 2018년 12월 20일 경상남도 지정문화재(문화재자료) 명칭변경 고시에 따라 양산 증산리 왜성으로 재지정되었다.

## 개요
경상남도 양산시 물금읍 증산리에 있는 산성으로, 임진왜란 때 왜장 다테 마사무네가 쌓았다고 한다.
산의 정상을 깎고 큰 돌을 이용해 산성을 쌓아 근거지로 삼았다. 지형에 따라 동쪽과 서쪽의 2곳에 성을 쌓고, 양쪽으로 통할 수 있도록 한 것이 특이하다.

### 국립문화재연구소 해설
낙동강 하구로부터 20km 떨어져 낙동강의 본류와 양산천이 만나는 물금역의 남동쪽 증산(해발 133m) 정상에 축조되었다.
정상 부근 왜성의 (城域)은 남서쪽 전체가 포함된다. 산의 정상을 깎고 석축을 쌓아 본환을 축조하였으며 지형에 따라
동·서 2개소에 성을 쌓고 양쪽으로 통할 수 있도록 하였다. 성벽은 대체로 1 ~ 2m로 높게 남아 있지 않으며, 석재는 자연석과 거친 할석을 이용, 잔돌끼워 난적쌓기를 하였다. 성벽 우각부(隅角部)의 축조는 입석(立石)의 모서리를 맞추어 쌓는 종석적(慫石積)으로 쌓은 방법이 주로 확인되며, 긴 면과 짧은 면을 서로 엇갈리게 조합하는 산목적(算木積)도 일부 확인된다.
면적 291,089m², 둘레 1.5km의 왜성으로 왜장 구로다 나가마사[黒田長政]가 축성한 것으로 알려져 있다.

## 참고 자료
- 양산 증산리 왜성 - 국가유산청 국가유산포털